# Raggmosslav
Raggmosslav (Pertusaria geminipara) är en lavart som först beskrevs av Theodor 'Thore' Magnus Fries, och fick sitt nu gällande namn av Charles Knight och Irwin Murray Brodo. Raggmosslav ingår i släktet Pertusaria, och familjen Pertusariaceae. Arten är reproducerande i Sverige.